# Los Villares
Los Villares er en by og kommune i det sydlige Spanien i provinsen Jaén. Den har et indbyggertal på 6.079 (2024) indbyggere.